# Champ extrêmement profond de Hubble
Pour les articles homonymes, voir Liste des champs profonds.

Hubble Extreme Deep Field.

Le champ extrêmement profond de Hubble (Hubble Extreme Deep Field, XDF) est une image d'une petite partie du centre de la photographie du champ ultra-profond de Hubble, dans la constellation du Fourneau. Elle présente la vue optique la plus profonde de l'espace avec, notamment, des galaxies datant de 500 millions d’années après le Big Bang,,. Publiée le 25 septembre 2012, XDF, réalisée à partir de 2 000 images, est le résultat de 10 ans de travail.